# Olympische Sommerspiele 1980/Kanu
Bei den XXII. Olympischen Sommerspielen 1980 in Moskau wurden insgesamt elf Kanuwettbewerbe, ausschließlich Streckenwettbewerbe, ausgetragen, neun für Männer und zwei für Frauen. Zwischen 30. Juli und 2. August 1980 traten insgesamt 180 Kanuten zu den Wettbewerben an, davon 147 Männer und 32 Frauen.

## Bilanz

### Medaillenspiegel
| Platz | Land        | Gold | Silber | Bronze | Gesamt |
| ----- | ----------- | ---- | ------ | ------ | ------ |
| 1     | Sowjetunion | 4    | 2      | 2      | 8      |
| 2     | DDR         | 4    | 1      | 3      | 8      |
| 3     | Bulgarien   | 1    | 2      | 2      | 5      |
| 3     | Rumänien    | 1    | 2      | 2      | 5      |
| 5     | Ungarn      | 1    | 1      | 1      | 3      |
| 6     | Spanien     | –    | 1      | 1      | 2      |
| 7     | Australien  | –    | 1      | –      | 1      |
| 7     | Frankreich  | –    | 1      | –      | 1      |

### Medaillengewinner
| Konkurrenz             | Gold                                                        | Silber                                                    | Bronze                                                                   |
| ---------------------- | ----------------------------------------------------------- | --------------------------------------------------------- | ------------------------------------------------------------------------ |
| Einer-Kajak 500 m      | Uladsimir Parfjanowitsch                                    | John Sumegi                                               | Vasile Dîba                                                              |
| Einer-Kajak 1000 m     | Rüdiger Helm                                                | Alain Lebas                                               | Ion Bîrlădeanu                                                           |
| Zweier-Kajak 500 m     | Sowjetunion Uladsimir Parfjanowitsch Sergei Tschuchrai      | Spanien Herminio Menéndez Guillermo del Riego             | DDR Bernd Olbricht Rüdiger Helm                                          |
| Zweier-Kajak 1000 m    | Sowjetunion Uladsimir Parfjanowitsch Sergei Tschuchrai      | Ungarn István Szabó István Joós                           | Spanien Herminio Menéndez Luis Gregorio Ramos                            |
| Vierer-Kajak 1000 m    | DDR Rüdiger Helm Bernd Olbricht Harald Marg Bernd Duvigneau | Rumänien Mihai Zafiu Vasile Dîba Ion Geantă Nicușor Eșanu | Bulgarien Borislaw Borissow Boschidar Milenkow Lasar Christow Iwan Manew |
| Einer-Canadier 500 m   | Serhij Postrjechin                                          | Ljubomir Ljubenow                                         | Olaf Heukrodt                                                            |
| Einer-Canadier 1000 m  | Ljubomir Ljubenow                                           | Serhij Postrjechin                                        | Eckhard Leue                                                             |
| Zweier-Canadier 500 m  | Ungarn László Foltán István Vaskuti                         | Rumänien Ivan Patzaichin Petre Capusta                    | Bulgarien Borislaw Ananiew Nikolai Ilkow                                 |
| Zweier-Canadier 1000 m | Rumänien Ivan Patzaichin Toma Simionov                      | DDR Olaf Heukrodt Uwe Madeja                              | Sowjetunion Wassyl Jurtschenko Juri Lobanow                              |

| Konkurrenz         | Gold                              | Silber                               | Bronze                           |
| ------------------ | --------------------------------- | ------------------------------------ | -------------------------------- |
| Einer-Kajak 500 m  | Birgit Fischer                    | Wanja Geschewa                       | Antanina Melnikawa               |
| Zweier-Kajak 500 m | DDR Carsta Genäuß Martina Bischof | Sowjetunion Galina Kreft Nina Gopowa | Ungarn Éva Rakusz Mária Zakariás |

## Ergebnisse

### Männer

#### Einer-Kajak500 m
| Platz | Land | Sportler                 | Zeit (min) |
| ----- | ---- | ------------------------ | ---------- |
| 1     | URS  | Uladsimir Parfjanowitsch | 1:43,43    |
| 2     | AUS  | John Sumegi              | 1:44,12    |
| 3     | ROU  | Vasile Dîba              | 1:44,90    |
| 4     | YUG  | Milan Janić              | 1:45,63    |
| 5     | GDR  | Frank-Peter Bischof      | 1:45,97    |
| 6     | SWE  | Anders Andersson         | 1:46,32    |
| 7     | NZL  | Ian Ferguson             | 1:47,36    |
| 8     | TCH  | Felix Masár              | 1:48,18    |

Finale 1. August

#### Einer-Kajak 1000 m
| Platz | Land | Sportler       | Zeit (min) |
| ----- | ---- | -------------- | ---------- |
| 1     | GDR  | Rüdiger Helm   | 3:48,77    |
| 2     | FRA  | Alain Lebas    | 3:50,20    |
| 3     | ROU  | Ion Bîrlădeanu | 3:50,49    |
| 4     | AUS  | John Sumegi    | 3:50,63    |
| 5     | ITA  | Oreste Perri   | 3:51,95    |
| 6     | TCH  | Felix Masár    | 3:52,10    |
| 7     | YUG  | Milan Janić    | 3:53,50    |
| 8     | NZL  | Ian Ferguson   | 3:53,78    |

Finale 2. August

#### Zweier-Kajak500 m
| Platz | Land | Sportler                                   | Zeit (min) |
| ----- | ---- | ------------------------------------------ | ---------- |
| 1     | URS  | Uladsimir Parfjanowitsch Sergei Tschuchrai | 1:33,65    |
| 2     | ESP  | Herminio Menéndez Guillermo del Riego      | 1:33,98    |
| 3     | GDR  | Bernd Olbricht Rüdiger Helm                | 1:34,00    |
| 4     | FRA  | Francis Hervieu Alain Lebas                | 1:36,22    |
| 5     | AUS  | Barry Kelly Robert Lee                     | 1:36,81    |
| 6     | ROU  | Alexandru Giura Ion Bîrlădeanu             | 1:36,96    |
| 7     | POL  | Waldemar Merk Zdzisław Szubski             | 1:37,20    |
| 8     | HUN  | László Szabó Zoltán Romhányi               | 1:37,66    |

Finale 1. August

#### Zweier-Kajak 1000 m
| Platz | Land | Sportler                                   | Zeit (min) |
| ----- | ---- | ------------------------------------------ | ---------- |
| 1     | URS  | Uladsimir Parfjanowitsch Sergei Tschuchrai | 3:26,72    |
| 2     | HUN  | István Szabó István Joós                   | 3:28,49    |
| 3     | ESP  | Luis Gregorio Ramos Herminio Menéndez      | 3:28,66    |
| 4     | ROU  | Alexandru Giura Nicolae Țicu               | 3:28,94    |
| 5     | GDR  | Peter Hempel Harry Nolte                   | 3:31,02    |
| 6     | CUB  | José Marrero Reynoldo Cunill               | 3:31,12    |
| 7     | NED  | Ron Stevens Gert Jan Lebbink               | 3:33,18    |
| 8     | NZL  | Alan Thompson Geoffrey Walker              | 3:33,83    |

Finale 2. August

#### Vierer-Kajak1000 m
| Platz | Land | Sportler                                                                | Zeit (min) |
| ----- | ---- | ----------------------------------------------------------------------- | ---------- |
| 1     | GDR  | Rüdiger Helm Bernd Olbricht Harald Marg Bernd Duvigneau                 | 3:13,76    |
| 2     | ROU  | Mihai Zafiu Vasile Dîba Ion Geantă Nicușor Eșanu                        | 3:15,35    |
| 3     | BUL  | Borislaw Borissow Boschidar Milenkow Lasar Christow Iwan Manew          | 3:15,46    |
| 4     | POL  | Ryszard Oborski Grzegorz Kołtan Daniel Wełna Grzegorz Śledziewski       | 3:16,33    |
| 5     | HUN  | József Deme János Rátkai József Kosztyán Zoltán Sztanity                | 3:17,27    |
| 6     | FRA  | François Barouh Patrick Berard Philippe Boccara Patrick Lefoulon        | 3:17,60    |
| 7     | URS  | Uladsimir Tajnikau Serhij Nahornyj Gennadi Machnjow Aleksandrs Avdejevs | 3:19,83    |
| 8     | AUS  | Barry Kelly Robert Lee Ken Vidler Crosbie Baulch                        | 3:19,87    |

Finale 2. August

#### Einer-Canadier500 m
| Platz | Land | Sportler           | Zeit (min) |
| ----- | ---- | ------------------ | ---------- |
| 1     | URS  | Serhij Postrjechin | 1:53,37    |
| 2     | BUL  | Ljubomir Ljubenow  | 1:53,49    |
| 3     | GDR  | Olaf Heukrodt      | 1:54,38    |
| 4     | HUN  | Tamás Wichmann     | 1:54,58    |
| 5     | POL  | Marek Łbik         | 1:55,90    |
| 6     | FIN  | Timo Grönlund      | 1:55,94    |
| 7     | ROU  | Lipat Varabiev     | 1:56,80    |
| 8     | TCH  | Radomír Blažík     | 1:56,83    |

Finale 1. August

#### Einer-Canadier 1000 m
| Platz | Land | Sportler           | Zeit (min) |
| ----- | ---- | ------------------ | ---------- |
| 1     | BUL  | Ljubomir Ljubenow  | 4:12,38    |
| 2     | URS  | Serhij Postrjechin | 4:13,53    |
| 3     | GDR  | Eckhard Leue       | 4:15,02    |
| 4     | TCH  | Libor Dvořák       | 4:15,25    |
| 5     | ROU  | Lipat Varabiev     | 4:16,68    |
| 6     | FIN  | Timo Grönlund      | 4:17,37    |
| 7     | SWE  | Thomas Falk        | 4:20,66    |
| 8     | YUG  | Matija Ljubek      | 4:22,40    |

Finale 2. August

#### Zweier-Canadier500 m
| Platz | Land | Sportler                             | Zeit (min) |
| ----- | ---- | ------------------------------------ | ---------- |
| 1     | HUN  | László Foltán István Vaskuti         | 1:43,39    |
| 2     | ROU  | Ivan Patzaichin Petre Capusta        | 1:44,12    |
| 3     | BUL  | Borislaw Ananiew Nikolai Ilkow       | 1:44,83    |
| 4     | POL  | Marek Wisła Jerzy Dunajski           | 1:45,10    |
| 5     | TCH  | Jiří Vrdlovec Petr Kubíček           | 1:46,48    |
| 6     | URS  | Alexander Winogradow Serhij Petrenko | 1:46,95    |
| 7     | ESP  | Narciso Suárez Santos Magaz          | 1:48,18    |
| 8     | SWE  | Berndt Lindelöf Erik Zeidlitz        | 1:48,69    |

Finale 1. August

#### Zweier-Canadier 1000 m
| Platz | Land | Sportler                          | Zeit (min) |
| ----- | ---- | --------------------------------- | ---------- |
| 1     | ROU  | Ivan Patzaichin Toma Simionov     | 3:47,65    |
| 2     | GDR  | Olaf Heukrodt Uwe Madeja          | 3:49,93    |
| 3     | URS  | Wassyl Jurtschenko Juri Lobanow   | 3:51,28    |
| 4     | YUG  | Matija Ljubek Mirko Nišović       | 3:51,30    |
| 5     | TCH  | Jiří Vrdlovec Petr Kubíček        | 3:52,50    |
| 6     | POL  | Marek Dopierała Jan Pinczura      | 3:53,01    |
| 7     | BUL  | Rajtscho Karmadschiew Kaman Kuzew | 3:53,89    |
| 8     | HUN  | Tamás Buday Oszkár Frey           | 3:54,31    |

Finale 2. August

### Frauen

#### Einer-Kajak500 m
| Platz | Land | Sportlerin         | Zeit (min) |
| ----- | ---- | ------------------ | ---------- |
| 1     | GDR  | Birgit Fischer     | 1:57,96    |
| 2     | BUL  | Wanja Geschewa     | 1:59,48    |
| 3     | URS  | Antanina Melnikawa | 1:59,66    |
| 4     | ROU  | Maria Ștefan       | 2:00,90    |
| 5     | POL  | Ewa Eichler        | 2:01,23    |
| 6     | SWE  | Agneta Andersson   | 2:01,33    |
| 7     | HUN  | Katalin Povázsán   | 2:01,52    |
| 8     | FRA  | Béatrice Knopf     | 2:02,91    |

Finale 1. August

#### Zweier-Kajak500 m
| Platz | Land | Sportlerinnen                     | Zeit (min) |
| ----- | ---- | --------------------------------- | ---------- |
| 1     | GDR  | Carsta Genäuß Martina Bischof     | 1:43,88    |
| 2     | URS  | Galina Kreft Nina Gopowa          | 1:46,91    |
| 3     | HUN  | Éva Rakusz Mária Zakariás         | 1:47,95    |
| 4     | ROU  | Elisabeta Bǎbeanu Agafia Buhaev   | 1:48,04    |
| 5     | SWE  | Agneta Andersson Karin Olsson     | 1:49,27    |
| 6     | FRA  | Anne-Marie Loriot Valérie Leclerc | 1:49,48    |
| 7     | POL  | Ewa Eichler Ewa Wojtaszek         | 1:51,31    |
| 8     | GBR  | Frances Wetherall Lesley Smither  | 1:52,76    |

Finale 1. August